# Partogramme

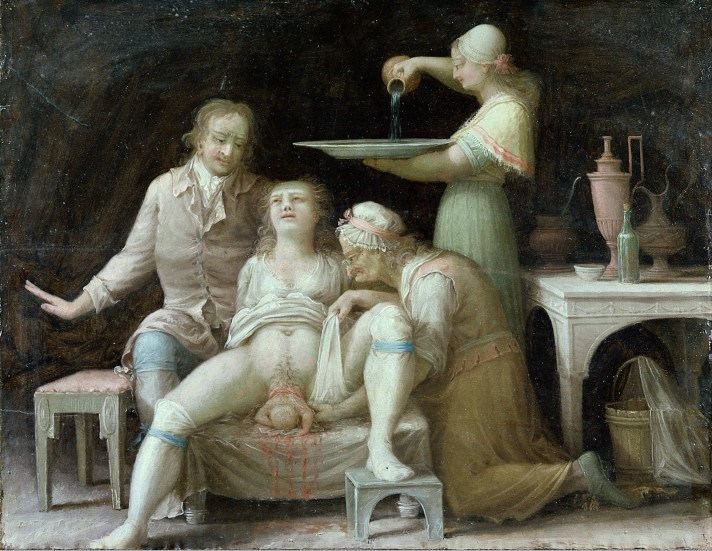
La surveillance du travail... en 1800

Largement utilisé en obstétrique dans le monde entier, le partogramme est une partie du dossier patient où sont enregistrées différentes variables concernant la mère et l'enfant pendant les différentes phases de l'accouchement. 
Il sert à la fois :
- de document permettant de tracer les éléments de surveillance maternelle et fœtale lors de l'accouchement[1],[2],[3] ;
- de système d'alerte et d'aide à la décision des professionnels de santé[4],[5],[6] en cas d'anomalie d'évolution au cours du travail ;
- de vecteur de communication entre professionnels concernés[2] ;
- d'outil pédagogique et scientifique permettant l'amélioration continue des pratiques[2],[3]...

L'Organisation mondiale de la santé (OMS) le considère comme une des plus grandes avancées en obstétrique moderne. Elle préconise l'utilisation universelle du partogramme pour la surveillance du travail de l'accouchement,.

## Historique
On doit la première version du partogramme à Emanuel A. Friedman qui publie en 1954 les premières études sur l'enregistrement de la dilatation du col de l'utérus,,.   
En y ajoutant des lignes de surveillance et d'alerte, Philpott et Castle, en 1972, en font un outil de surveillance efficace de l'accouchement.   
Depuis, le partogramme continue régulièrement de s'enrichir, au fil des années et des progrès de l'obstétrique.

## Utilisations du partogramme

### Suivi opérationnel de l'accouchement
Le partogramme sert à enregistrer de façon graphique un certain nombre de variables permettant le suivi du déroulement de l'accouchement,,. Les données sont habituellement reportées sur un modèle préimprimé (il en existe plusieurs versions) mais il est également possible d'utiliser des formulaires informatisés. L'enregistrement graphique se termine à la dilatation cervicale complète mais les informations sur le déroulement de l'accouchement continuent d'être notées sur le document, y compris au cours du post-partum afin d'y noter également les complications précoces éventuelles.  
L'utilisation d'un partogramme facilite le suivi du travail, le dépistage précoce de toute anomalie d'évolution, la prise de décision en cas de problème et la communication entre professionnels. Les principales informations notées concernent :  
- les paramètres de surveillance obstétricale du travail (consistance, effacement et dilatation du col, contractions utérines, descente du fœtus) ;
- les paramètres de surveillance de la mère (pouls, tension artérielle, température, urines, pertes sanguines, douleur, etc.) ;
- les paramètres de surveillance du fœtus (rythme cardiaque fœtal, présentation, poche des eaux, caractéristiques du liquide amniotique, etc.) ;
- les éléments thérapeutiques réalisés (médicaments administrés, perfusion, analgésie péridurale, actes obstétricaux pratiqués, etc.) ;
- les événements majeurs obstétricaux et complications éventuelles (césarienne...).

### Évaluation et amélioration des pratiques
Le partogramme est aussi utilisé comme un outil d'évaluation des pratiques professionnelles en obstétrique, comme le prône, en France, la Haute Autorité de santé. L'analyse de la tenue du partogramme constitue en effet une façon d'apprécier la qualité de la prise en charge obstétricale de la mère et de l'enfant et d'identifier les dysfonctionnements dans le suivi des recommandations de bonne pratique. Elle permet de définir les actions d'amélioration à mettre en œuvre pour les corriger, selon les principes de l'amélioration continue de la qualité.
Son caractère pédagogique a aussi été démontré dans les programmes de prévention de la mortalité maternelle et infantile de l'OMS. 
Il est aussi un outil important utilisé dans le cadre de la recherche clinique,.

### Intérêt médico-légal
Bien qu'il ne fasse pas partie des pièces obligatoires du dossier obstétrical (en France), le partogramme reste une pièce essentielle du dossier patient. Il pourra servir de document de preuve, en cas de plainte ou d'événement indésirable grave, pour permettre aux autorités compétentes d'analyser la qualité de la prise en charge réalisée par les professionnels et l'établissement mis en cause,. 
La qualité des informations tracées sur le partogramme a donc un impact médico-légal direct, à charge ou à décharge, pour les professionnels concernés.